# Lifestyles of the Sick & Dangerous
Lifestyles of the Sick & Dangerous è il quarto album in studio del gruppo musicale finlandese Blind Channel, pubblicato l'8 luglio 2022 dalla Century Media Records.

## Tracce
1. Opinions – 3:08
2. Dark Side – 2:57
3. Don't Fix Me – 2:53
4. Bad Idea – 3:12
5. Alive or Only Burning – 3:09
6. Balboa – 3:12
7. National Heroes – 1:31
8. We Are No Saints – 3:10
9. Autopsy – 3:01
10. Glory for the Greedy – 3:29
11. Thank You for the Pain – 5:36

Traccia bonus nell'edizione giapponese
1. Alive or Only Burning (feat. Zero 9:36) – 3:09

## Classifiche
| Classifica (2022) | Posizione massima |
| ----------------- | ----------------- |
| Finlandia         | 1                 |